# 诺曼·怀特塞德
诺曼·怀特塞德（Norman Whiteside，1965年5月7日—），前北愛爾蘭足球运动員，曾是曼联和埃弗顿的前鋒和中堅球員。

## 生涯
韋西迪出生於北愛爾蘭的贝尔法斯特，他於1982年正式成為曼聯一隊的球員，並在同年3月對布莱顿的英甲聯賽(當時最高級別的英格蘭聯賽)時處子上陣，他當時只是16歲。在這個球季中，韋西迪最大的功勞就是為俱樂部贏得足總杯，他除帶領球隊晉身決賽外，更在決賽中攻入一球，最終，曼聯以4:0贏冠，該足總杯冠軍是曼聯繼1977年後，第二個的足總杯冠軍。
一個球季後，曼聯隊中不少的隊友也被羅致，於是韋西迪就被改造為中場球員，韋西迪的改造非常成功，令曼聯的防守力明顯的加強，並於該球季的初段中連續10場的獲勝，但後來後勁不繼，最終只能在42場的球賽中以22勝10和10負得76分排名第4位完成該球季。雖然如忘，但韋西迪再次成為球會贏得足總杯的功臣，這賽決賽是由曼聯對愛華頓，兩隊在發決時間內0:0言和，在加時階段中，韋西迪把握一次機會，攻入比賽中唯一的一記入球，替球會第6度奪得足總杯的冠軍。
韋西迪在曼聯的第5年，即1986年至1987年的球季，曼聯一眾球員表現下沉，新上任的領隊阿历克斯·弗格森將韋西迪重新任為前鋒，在這聯賽中，韋西迪共上陣31場聯賽，取得8球的進球，並協助球會取得聯賽的亞軍。翌年，韋西迪開始受到傷患的困擾，只上陣了27場的聯賽。及後一季，韋西迪更只曾上陣6場的聯場。
1989年至1990年的球季，韋西迪轉至愛華頓，在愛華頓的首年，韋西迪上陣聯賽的次數為27場，攻入兩球入球，但在及後的一季，韋西迪膝蓋再次受損，整季只上陣過兩場的聯賽，在這球季後，韋西迪選擇退役，他當時只是僅僅的26歲。
在國家隊方面，韋西迪是隊中的主力球員，他於1982年西班牙世界杯中對南斯拉夫的分組賽上陣，成為了當時世界杯最年輕的球員，該場球場最終以0:0賽和，而在分組賽中，北愛爾蘭3戰1勝2和得4分排名第一出線次圈，但在次圈無法再晉一級。
1986年世界杯，韋西迪已經成為了隊中不可缺少的球員之一，但這屆世界杯中，北愛爾蘭在D組中只能以第4位完成賽事，在3場球賽中1和2負得1分，而這場對阿爾及利亞的賽事是國家隊唯一得到入球和分數的球場，入球者正是韋西迪。
墨西哥世界杯後，北愛爾蘭的球員老化，韋西迪成為了國家隊唯一的支柱，但由於他長期的傷患問題，使他於國家隊的上陣次數漸減，而韋西迪最後一次代表北愛爾蘭出賽是於1989年10月11日的世界外圍賽，對手是愛爾蘭。

## 外部連結
- 有關韋西迪的介紹